# Commonwealth Bank Tournament of Champions
Il Commonwealth Bank Tournament of Champions è stato un torneo femminile di tennis che si è giocato a Bali dal 2009 al 2011 e a Sofia dal 2012 al 2014. 
Esso rimpiazza il Commonwealth Bank Tennis Classic della categoria Tier III.
È simile al Sony Ericsson Championships di Istanbul (prima Doha), ma vi partecipano le prime 10 giocatrici del ranking mondiale (con punti calcolati solo dai risultati ottenuti nei tornei di tipo "International") che hanno vinto almeno un torneo della categoria International. Si intendono escluse le giocatrici che già partecipano al Championship di Istanbul (prima Doha). In aggiunta alle prime 10 giocatrici della classifica sono concesse 2 wildcard. Dal 2010 partecipano le prime 6 giocatrici del ranking che hanno vinto almeno un torneo international e in aggiunta sono concesse 2 wildcard. Dal 2012 il torneo riutilizza la formula del round robin.
Dal 2015 viene sostituito dal WTA Elite Trophy.

## Albo d'oro

### Singolare
| Impianto | Anno | Campionessa     | Finalista               | Punteggio     |
| -------- | ---- | --------------- | ----------------------- | ------------- |
| Bali     | 2009 | Aravane Rezaï   | Marion Bartoli          | 7–5, ritiro   |
| Bali     | 2010 | Ana Ivanović    | Alisa Klejbanova        | 6–2, 7–6(5)   |
| Bali     | 2011 | Ana Ivanović    | Anabel Medina Garrigues | 6–3, 6–0      |
| Sofia    | 2012 | Nadia Petrova   | Caroline Wozniacki      | 6–2, 6–1      |
| Sofia    | 2013 | Simona Halep    | Samantha Stosur         | 2–6, 6–2, 6–2 |
| Sofia    | 2014 | Andrea Petković | Flavia Pennetta         | 1–6, 6–4, 6–3 |